# Lista de bairros de Pato Branco
Esta é uma lista de bairros de Pato Branco, região sudoeste do estado do Paraná.
| - Aeroporto - Alto da Glória - Alvorada - Amadori - Anchieta - Baixada - Bancários - Bela Vista - Bonatto - Bortot - Brasília - Cadorin - Centro - Cristo Rei - Dall Ross - Fraron - Gralha Azul - Industrial - Jardim Floresta - Jardim Primavera - Jardim das Américas - La Salle | - Menino Deus - Morumbi - Novo Horizonte - Pagnoncelli - Parque do Som - Parzianello - Pinheirinho - Pinheiros - Planalto - Sambugaro - Santa Terezinha - Santo Antônio - São Cristóvão - São Francisco - São João - São Luiz - São Roque - São Vicente - Sudoeste - Trevo da Guarany - Veneza - Vila Esperança - Vila Isabel |